# Кавалерова Віра Іллівна
Віра Іллівна Кавалерова (біл. Вера Ільінічна Кавалерава; нар.. 13 липня 1951) — радянська і білоруська артистка театру і кіно, Заслужена артистка Білорусі (1991).

## Біографія
Віра Кавалерова народилася 13 липня 1951 року в Мінську.
З 1985 року починає служити в Білоруському республіканському театрі юного глядача. Зіграла понад 100 ролей.
У 1989 році акторка закінчила Мінський інститут культури.
У 1991 році Віра Кавалерова була удостоєна почесного звання «Заслужена артистка Республіки Білорусь».У 2012 році удостоєна медалі Франциска Скорини.
Нині є провідною майстринею сцени.

## Творчість

### Театральні роботи
- «Створила диво»
- «Маленький лорд Фаунтлерой»
- «Співаюче порося»
- «Шлях до Віфлеєму»
- «Лицар Ордена Сонця»
- «Полліанна»
- «Сестра моя Русалонька»
- «Неймовірні пригоди Ведмедика та його друзів у країні казок»
- «Золоте серце»[3]
- «Таємниці блакитних озер»

### Фільмографія
- 1965 — Місто майстрів — дівчинка з папугою (немає в титрах)
- 1972 — Монолог
- 1972 — Перед першим снігом — Віра
- 1972 — Дивак з п'ятого «Б» — продавчиня капелюхів
- 1974 — Останнє літо дитинства
- 1976 — Вінок сонетів
- 1991 — Записки юного лікаря — Бачення
- 1994 — Епілог — іноземка-мати
- 2008 — Каменська 5. Ім'я потерпілого — ніхто. Фільм 2 — Ковальова
- 2008 — На спині у чорного кота — Антонова
- 2009 — Дастиш фантастіш — прибиральниця
- 2009 — Детективне агентство «Іван да Мар'я». Справа про випробувальний термін. Фільм 1 —епізод
- 2009 — Суд. Постріл. 24-та серія — епізод
- 2010 — Журов 2. Принади пекла. Фільм 3 — тітка Резавіна
- 2011 — Літо вовків (Краплі крові на квітучому вереску) — Серафима Фадеївна
- 2011 — Все, що нам потрібно…
- 2012 — Жила-була любов — мама Веніаміна
- 2015 — Зворотна сторона Місяця 2 — сусідка
- 2017 — Здається будинок біля моря

### Озвучування мультфільмів
- 1974 — Альонкіне курча
- 1977 — Листопадничек
- 1982 — Динозаврик — Динозаврик
- 1982 — Куди пропав місяць? — Лисеня
- 1983 — Непосида
- 1984 — Не шарудіти!
- 1984 — Пінчер Боб і сім дзвіночків
- 1985 — Ти мене не бійся
- 1987 — Хлопчик і промінчик
- 1989 — Моя мама чарівниця
- 2007 — Пригоди реактивного порося. Пригода п'ята. Як зробити відкриття
- 2008 — Про дружбу, Кульки і літаючу тарілку
- 2011 — Рибка по імені не Можна — Щука
- 2012 — Колобок